# 天主教伊達教區
天主教伊達教區 （拉丁語：Dioecesis Idahina）是尼日利亞一個羅馬天主教教區，屬阿布賈總教區。
教區的前身是一個宗座監牧區，成立於1968年9月26日，1977年12月17日升為教區。
2006年有教友188,617人（佔轄區人口13.4%）、廿六個堂區、五十六名司鐸。現任教區主教為安多尼‧阿德穆‧阿達吉。